# تنظيم أمن الشعب
تنظيم أمان والشعوب (بالأردوية: پیپلز امن کمیٹی)‏، هي مجموعة مسلحة مرتبطة بحزب الشعب الباكستاني ومقرها في كراتشي في باكستان. تأسست المليشيا سيئة السمعة على يد رحمان داكايت عام 2008، واتُهم بالتورط في الجريمة المنظمة وحروب العصابات. بعد وفاة رحمن في عام 2009 تولى عزير بلوش قيادة المجموعة.
دعم التنظيم حزب الشعب الباكستاني الحزب الحاكم في باكستان من عام 2008 حتى انتخابات 2013. لدى التنظيم منافسة مريرة مع الحركة القومية المتحدة في مدينة كراتشي. في مارس 2011 وافق التنظيم على حل نفسه بعد أن تم الضغط على حزب الشعب الباكستاني من قبل حلفائه آنذاك، وعلى الرغم من كونها معطلة رسميًا إلا إنها تواصل العمل بحكم الأمر الواقع.